# Base aérienne 103 Cambrai-Épinoy
La base aérienne 103 Cambrai-Épinoy « René Mouchotte » de l'Armée de l'air française est située à proximité de la ville de Cambrai, sur les communes d'Épinoy et de Haynecourt, jusqu’en 2013, année de sa fermeture.

## Histoire
Créé à l'origine par les Allemands au cours de la Première Guerre mondiale, le site d'Épinoy est "champ d'aviation" de l'aéronautique militaire en 1919. 
Lors de la création des premières bases aériennes de l'Armée de l'air, dès 1936, elle devient la base aérienne 103 (la base aérienne de Châteauroux a également porté le même numéro).
Dès juin 1940 jusqu'en juin 1944, elle est occupée par les Allemands qui y stationnent plusieurs unités de la Luftwaffe. 
À la Libération, elle est partiellement utilisée par la Royal Air Force.
En 1945, la base est confiée de nouveau à l'Armée de l'air. 
En 1946, le groupe de bombardement 1/20 « Lorraine » y stationne durant quelques mois avant de partir pour l'Indochine. 
En 1951, dans le cadre du programme OTAN, le site est réactivé pour l'Armée de l'air et voit le début des travaux d’aménagement donnant à la base aérienne 103 sa forme finale.
En 1954 et en 1955, deux escadrons supplémentaires sont créés : le 2/12 "Picardie" et le 3/12 "Cornouaille"
Le 21 mars 1959, la base prend officiellement le nom de son parrain, le commandant "René Mouchotte", mort pour la France en 1943, affecté à cette base jusqu'en 1939, où il servait alors en tant que sous-officier.
En juillet 1987 a lieu la fermeture du DAMS (Dépôts ateliers de munitions spéciales), lieu de stockage et d'assemblage des armes nucléaires. Elle est accompagnée de la réduction drastique des effectifs de l'escadron de protection composé de commandos parachutistes de l'air.
En 1987, l ’Escadron de Défense Sol Air (EDSA) 13.950 « Somme » est créé.
En 1995, l'État-Major de l'Armée de l'air décide la dissolution du commandement 12e escadre et  de l’Escadron de Chasse 3/12 Cornouaille (20 juin).
En 2009, a lieu la dissolution de l'Escadron de Chasse 2/12 Picardie.
En 2012, la dissolution de l'Escadron de Chasse 1/12 Cambrésis (30 mars) est réalisée.
La décision de fermeture de la base aérienne 103 est officiellement prise le 28 juin 2012. Le terrain demeure gardé par des unités de sécurité de l'Armée de l'air pendant quelques mois.  
En janvier 2013, les derniers militaires du détachement Air quittent définitivement le site.   
La base aérienne 103, au plus fort des activités, comprenait un effectif  total de plus de 1 500 militaires.    
Elle eut comme commandant en 1975 et 1976 le colonel Achille Lerche qui fut, à la fin de sa carrière, général d'armée aérienne, Chef d'État-Major de l'Armée de l'Air entre octobre 1986 et avril 1989.

## Unités abritées
La base abritait en 2008 sur environ 350 hectares deux escadrons de chasse volant sur Mirage 2000C/RDI :
- escadron de Chasse 1/12 Cambrésis ;
- escadron de Chasse 2/12 Picardie.

La défense anti-aérienne de la base était assurée par l'escadron de Défense Sol-Air 13/950 Somme.
La BA103 hébergeait des éléments rattachés tel le dépôt de munitions de Crépy dans l'Aisne situé à 90 km. L'ESMU 04/652 Émile-Dewoitine était le seul élément de l'Armée de l'air dans le département de l'Aisne.

## L'ancienne base aérienne de nos jours

### Fermeture en 2013
En juillet 2008, une nouvelle carte militaire est mise en place. Parmi les mesures prises, Hervé Morin, ministre de la Défense, annonce, malgré l'opposition des élus locaux, la fermeture de la base aérienne de Cambrai à l'horizon 2011.
En 2011-2012, les élus souhaitent une concertation pour la reconversion de la base. Le préfet de région propose « un syndicat mixte ouvert avec la région, les deux départements (Nord et Pas-de-Calais), et incluant les communautés de communes ».
Le plan d'exposition au bruit devait être levé, ce qui aura des conséquences pour les communes périphériques, car il empêchait la délivrance de certains permis de construire dans ces communes qui voudraient modifier leur plan local d'urbanisme (PLU).
Il a été envisagé d'installer une plateforme multimodale liée au canal Seine-Nord sur cet aérodrome, mais le projet retenu de canal Seine-Nord a été créé plus à l'ouest du site. Le canal, sa plateforme logistique, comme l'aérodrome joueront probablement un rôle important dans l'aménagement des territoires des communautés de communes de Marquion et Osartis associées dans un SCOT.
Depuis janvier 2013, l'ancienne base n'accueille plus de militaires.

### Vente en 2017
Le 18 avril 2017, la vente du site a été actée. Ce dernier est cédé pour un euro symbolique à la communauté d'agglomération de Cambrai jointe à la communauté de communes Osartis Marquion .
« Le projet de reconversion de l'ancienne base aérienne 103 de Cambrai-Épinoy était au point mort depuis plus de deux ans, il est désormais relancé. Vendredi 23 février 2018, le promoteur David Taieb a pu enfin déposer le permis de construire à la mairie d'Épinoy. Le site doit devenir la plus grande plateforme de commerce en ligne d'Europe, avec 700 000 mètres carrés d'entrepôts, pour la somme de 300 millions d'euros. L'objectif, la création de 1 300 emplois.
Jusque-là, le projet était retardé par des problèmes de propriété foncière : l'État vient tout juste d'acter la vente de ces terrains classés défense. Un soulagement pour les élus locaux et pour les habitants du Cambrésis, qui voient d'un très bon œil la création, à terme, de 1 300 emplois liés au projet. Et pour cause : le chômage s'élève à 24% à Cambrai, selon les derniers chiffres de l'Insee. La future e-valley pourrait ainsi devenir l'un des premiers employeurs de la région. Pour atteindre cet objectif, la première pierre devrait être posée en septembre, pour une ouverture à la fin de l'année 2019. » 

### Activités temporaires

#### Rassemblements musicaux
- Du 3 au 6 mai 2013, l'ancienne base aérienne a accueilli « Twentytek » la fête des 20 ans du Teknival. Cet événement a rassemblé environ 40 000 personnes.
- Du 1er au 4 mai 2015, le site a accueilli « Teknivibration » le 22e Teknival français. Cet évènement a rassemblé environ 11 500 personnes au plus fort du rassemblement, alors que l'organisateur en attendait 30 000.

#### Stockage de véhicules
En 2018, provisoirement, l'ex-base aérienne abrite des stocks de véhicules neufs.

### Le projet e-Valley
BT Immo Group une société immobilière porte un projet de reconversion de l'ancienne base aérienne en hub de commerce en ligne. 
Le projet initialement Narval, puis e-Valley Cambrai, porte sur douze entrepôts de surfaces variables et modulables , quarante quais pour les activités de messagerie, ainsi que plusieurs magasins de déstockage.
La plateforme devait ouvrir en 2019. En 2024, le projet est toujours en cours.